# Буркерт, Дженна
Дженна Роуз Буркерт (англ. Jenna Rose Burkert; род. 5 мая 1993 года, Роки-Пойнт, штат Нью-Йорк, США) — американская спортсменка, борец вольного стиля, тренер по спортивной борьбе и бывший солдат сухопутных войск США. Бронзовая призёрка чемпионата мира 2021. Вице-чемпионка Панамериканских игр 2019.

## Спортивная карьера
Начала свою карьеру в 2010 году в составе сборной США на Летних юношеских Олимпийских играх в Сингапуре. Была участницей чемпионатов мира 2014, 2018, 2019 и 2021 года.
В 2014 году участвовала на чемпионате мира в Ташкенте (Узбекистан) в весе до 60 кг, но после поражения от Кацуки Сакагами из Японии потеряла шанс на призовое место.
На чемпионате мира 2018 в Будапеште (Венгрия) выбыла в первом же кругу, проиграв монгольской спортсменке Баатаржавын Шоовдор.
В августе 2019 года стала финалисткой Панамериканских игр в Перу, уступив в финале лишь Лиссетте Антес из Эквадора.
В сентябре 2019 года участвовала на чемпионате мира, который прошёл в Астане, Казахстан. В квалификации Дженна одолела чешку Ленку Хоцкову, но в 1/8 финала проиграла на туше россиянке Марине Симонян.
В октябре 2021 года выиграла бронзовую медаль на чемпионате мира в Осло (Норвегия) в неолимпийской весовой категории до 55 кг.

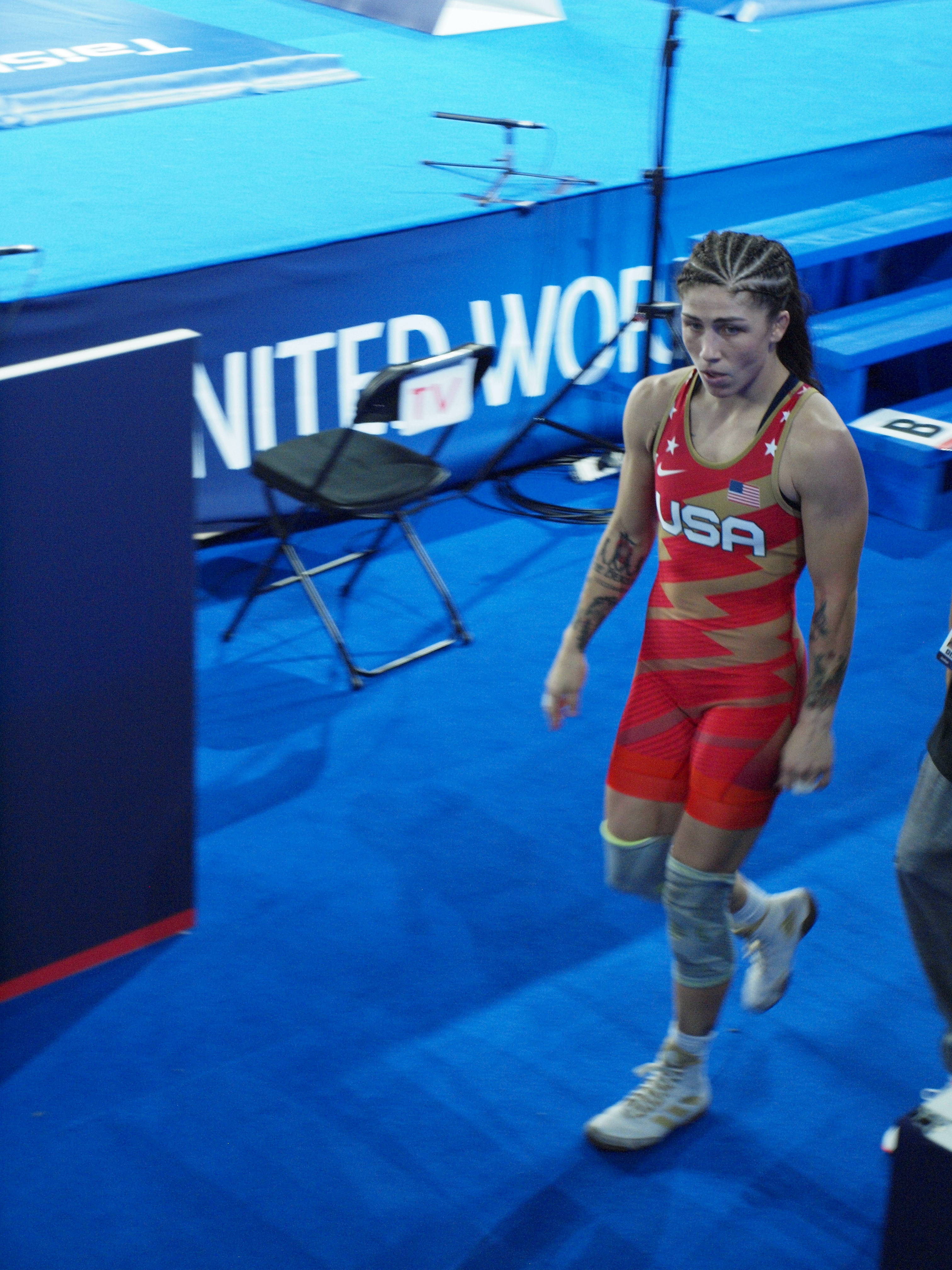
Дженна на Чемпионате мира 2021

В феврале 2024 года завершила спортивную карьеру. В мае 2024 года начала работать в качестве тренера по студенческой борьбе в школе «Bixby High School» в одноимённом городе Биксби, штат Оклахома.

## Спортивные достижения
Взрослый уровень
- Чемпионат США 2014 — ;
- Чемпионат США 2015 — ;
- Чемпионат США 2019 — ;
- Панамериканские игры 2019 — ;
- Чемпионат мира 2021 — ;

## Личная жизнь
Воспитанница средней образовательной школы «Marquette Senior High School», который расположен в городе Маркетт, штат Мичиган.
Она была сержантом сухопутных войск США.
Дженна является открытой лесбиянкой.